# دام پنینگ
دام پنینگ، دستگاهی برای نگهداری ذرات باردار با استفاده از یک میدان مغناطیسی یکنواخت محوری و یک میدان الکتریکی چهارقطبی غیر یکنواخت است. این نوع از دام به‌طور ویژه برای اندازه‌گیری‌های دقیق ویژگی‌های یون‌ها و ذرات زیراتمی پایدار، مناسب است. اتم‌های ژئونیوم از این راه ایجاد و مطالعه می‌شوند تا گشتاور مغناطیسی الکترون اندازه‌گیری شود. به تازگی این نوع دام‌ها، از طریق به تله انداختن کیوبیت ها در محقق‌سازی رایانش کوانتومی و پردازش اطلاعات کوانتومی به کار رفته‌اند. دام‌های پنینگ در بسیاری از آزمایشگاه‌های سراسر دنیا نیز استفاده می‌شوند. مثلاً در سرن از آنها برای ذخیره پادماده مانند پادپروتون استفاده می‌شود.

## تاریخچه
هانس جرج دهملت که نخستین دام پنینگ را ساخت، نام آن را از روی نام فرانس میشل پنینگ (۱۸۹۴–۱۹۵۳) هلندی برگزید. دهلمت از پیمانه خلاء ساخته‌شده توسط فرانس پنینگ الهام گرفته‌بود.

## عملکرد

در دام‌های پنینگ از یک میدان مغناطیسی محوری همگن برای محدود کردن شعاعی ذرات، و یک میدان الکتریکی چهارقطبی برای محدود کردن محوری ذرات استفاده می‌شود. پتانسیل الکتریکی ایستا را می‌توان به مجموعه‌ای از سه الکترود ایجاد نمود: یک الکترود حلقوی و دو الکترود کلاهک‌دار. در یک دام پنینگ ایده‌آل، الکترودهای کلاهک‌دار، هذلولی‌گون‌های دوران هستند. برای به دام انداختن یون‌های مثبت (منفی)، الکترودهای کلاهک‌دار نسبت به الکترود حلقوی در پتانسیل مثبت (منفی) قرار می‌گیرند. این پتانسیل یک نقطه زینی در مرکز دام ایجاد می‌کند که یون‌ها را در امتداد جهت محوری به دام می‌اندازد. میدان الکتریکی سبب نوسان یون‌ها در امتداد محور دام می‌شود (در دام پنینگ ایده‌آل این نوسان هارمونیک خواهد بود). میدان مغناطیسی در ترکیب با میدان الکتریکی باعث می‌شود که ذرات باردار در صفحه شعاعی طوری حرکت کنند که حرکتشان یک منحنی برون‌چرخه‌زاد (اپی‌تروکوئید) را ترسیم کند.
حرکت مداری یون‌ها در صفحه شعاعی از دو مود در بسامدهایی تشکیل می‌شود که بسامدهای مگاترون و سیکلوترون تغییریافته نامیده می‌شوند. این حرکات شبیه به فلک تدویر شبیه هستند که مدل بطلمیوسی منظومه شمسی است.
مجموع این دو بسامد را بسامد سیکلوترون می‌گویند که تنها به نسبت بار الکتریکی به جرم و قدرت میدان مغناطیسی بستگی دارد. این بسامد را می‌توان با دقت زیاد اندازه‌گیری نمود و از آن برای اندازه‌گیری جرم‌های ذرات باردار استفاده نمود. بسیاری از دقیق‌ترین اندازه‌گیری‌های جرم (جرم‌های الکترون، پروتون، 2H, NE و Si) با استفاده از داک پنینگ انجام شده‌است.
برای گرفتن انرژی یون‌ها در دام پنینگ از سرمایش با گاز میانگیر، سرمایش مقاومتی وسرمایش لیزری استفاده می‌شود. در سردسازی با گاز میانگیر برپایه برخوردهای میان یونها و مولکول‌های گاز خنثی که باعث می‌شود انرژی یون‌ها را به انرژی مولکول‌های گاز نزدیک کند. در سرمایش مقاومتی بارهای تصویری در حرکت در الکترودها این کار را از طریق یک مقاومت خارجی انجام می‌دهند و به خوبی انرژی یون‌ها گرفته می‌شود. سرمایش لیزری را در مورد برخی از یون‌ها می‌توان به‌کارگرفت. این روش به یون‌های با ساختار الکترونی مناسب احتیاج دارد. فرایندی که طی آن یون‌ها با ایجاد امواج الکترومغناطیسی به خاطر شتاب‌گرفتن در میدان مغناطیسی، انرژی از دست می‌دهند را سرمایش تابشی می‌نامند. این فرایند در سرمایش الکترون‌ها بسیار کاربردی است اما بسیار کوچک است و در مورد ذرات سنگین‌تر قابل چشم‌پوشی است.
استفاده از دام پنینگ می‌تواند مزایای بر استفاده از دام بسامد رادیویی (دام پل) داشته باشد. نخست اینکه، در دام پنینگ تنها میدان‌های ایستا به‌کار برده می‌شوند و بنابراین هیچ ریز-حرکتی وجود ندارد و در نتیجه یون‌ها گرمای ناشی از میدان‌های پویا را، حتی در کریستالهای کولنی یون‌های ۲ و ۳ بعدی نخواهند داشت. همچنین، اندازه دام پنینگ را می‌توان همراه با حفظ قدرت به دام اندازی آن، بزرگتر نمود و بدین ترتیب می‌توان یون به دام افتاده را از سطح الکترودها دورتر نگه‌داشت.